# Valašská kyselica
Valašská kyselica je tradiční polévka z východní Moravy, jejímž základem je kysané zelí.

## Složení
Další suroviny se mohou lišit podle krajových zvyklostí. Přidávají se brambory, smetana nebo mléko, klobása, hříbky či sušené švestky. Setkáme se i s variantami s uzeným masem, vejcem, mrkví, fazolemi, česnekem i paprikou. Sběrem rozmanitých receptů na kyselicu a hodnocením gastronomických podniků na Valašsku, které ji vaří, se zabývá stejnojmenné občanské sdružení.[zdroj⁠?!]
Velmi podobnou polévku – kapustnicu, tradičně připravují v posledních dnech kalendářního roku i na Slovensku.
Jeden z receptů tetičky Sušilové z Valašských Klobouk:

„Daly sa vařiť zemňáky na hrubé kúsky pokrájané, přidalo sa zelého, kmínu, aj hřibú. Dyž to bylo uvařené, zahustilo sa to příhušťků ze smetany a múky, lebo z kýšky, lebo z podmáslí a múky. Táto kyselica byla fajnová a jídala sa o Velkém pátku, když někdo nedržál hrubého půstu. Pustily se do ní vajca a šmakovalo to.“

## Další významy slova kyselica
- voda odlitá ze zkvašeného zelí